# Желехув
Желе́хув (пол. Żelechów, МФА: ʐɛ'lɛxuf) — город в Мазовецком воеводстве Польши, расположенный примерно в 85 км от Варшавы. Население составляет 4000 жителей.

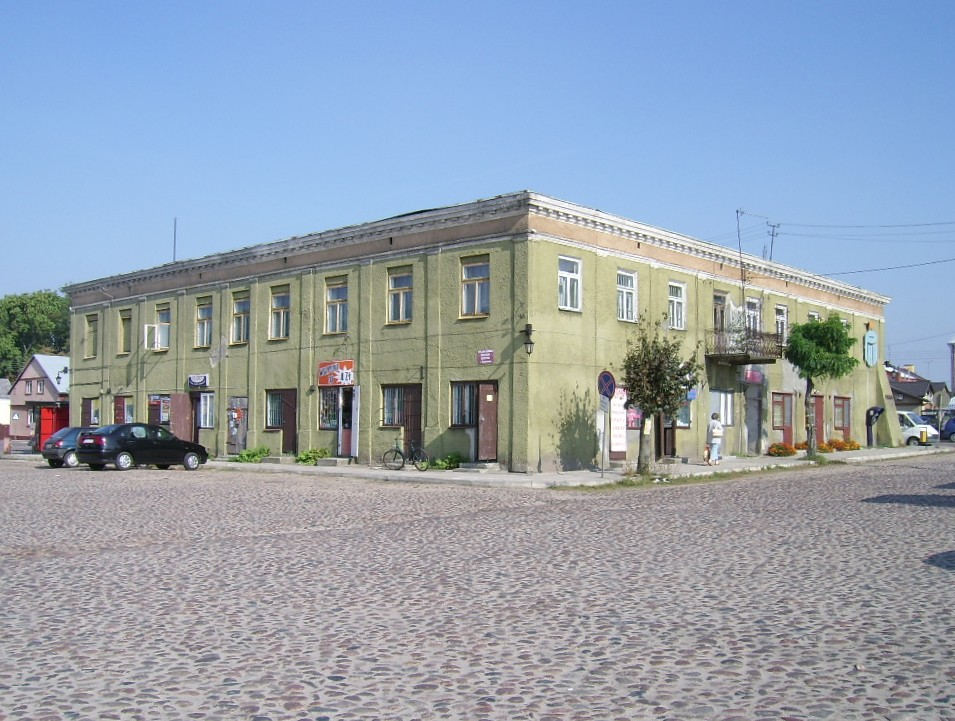

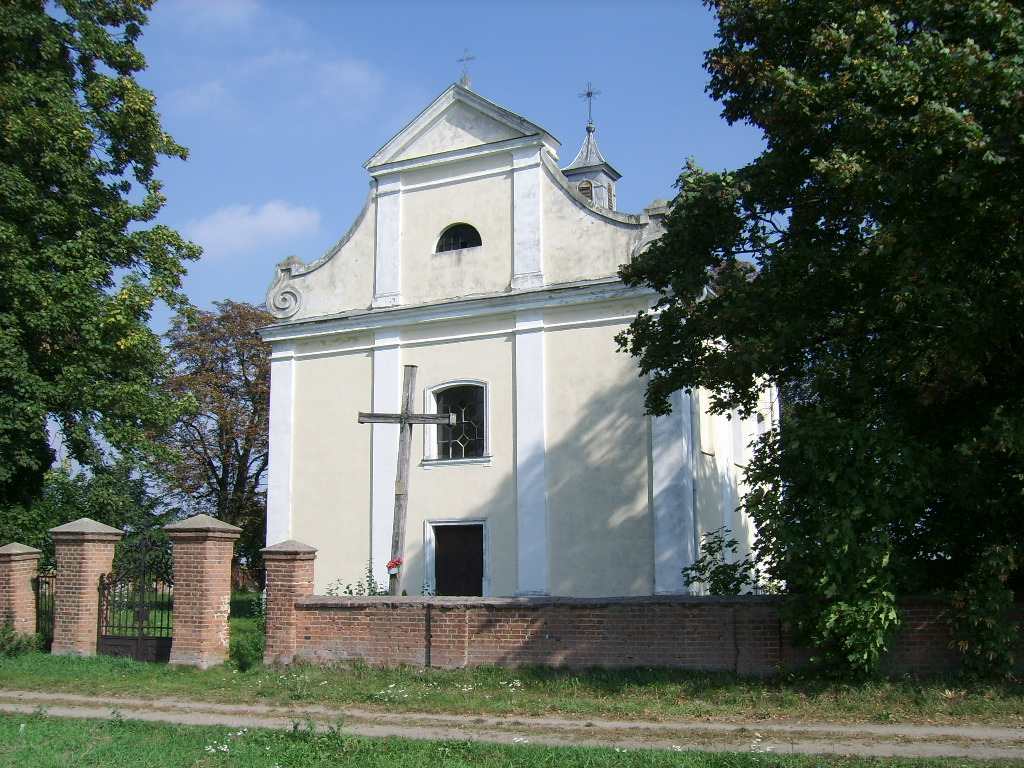
Церковь Святого Станислава

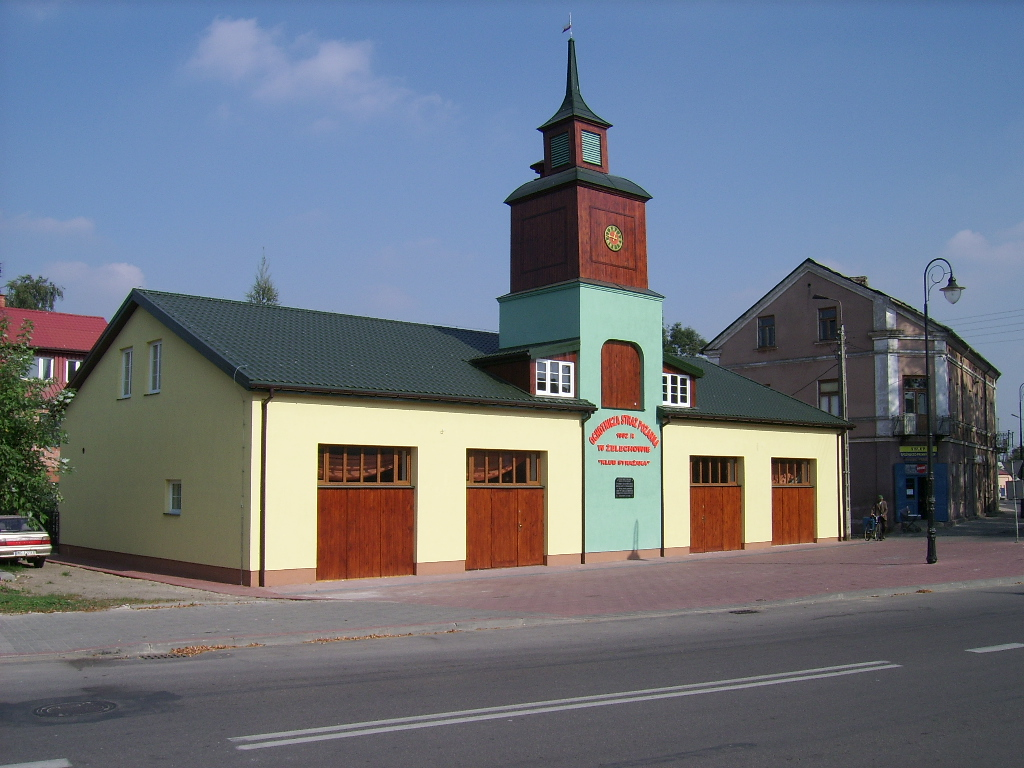

Первое упоминание относится к 1282 году. Статус города имеет с 1447 года.